# Tuffi ai III Giochi olimpici giovanili estivi - Piattaforma 10 metri femminile

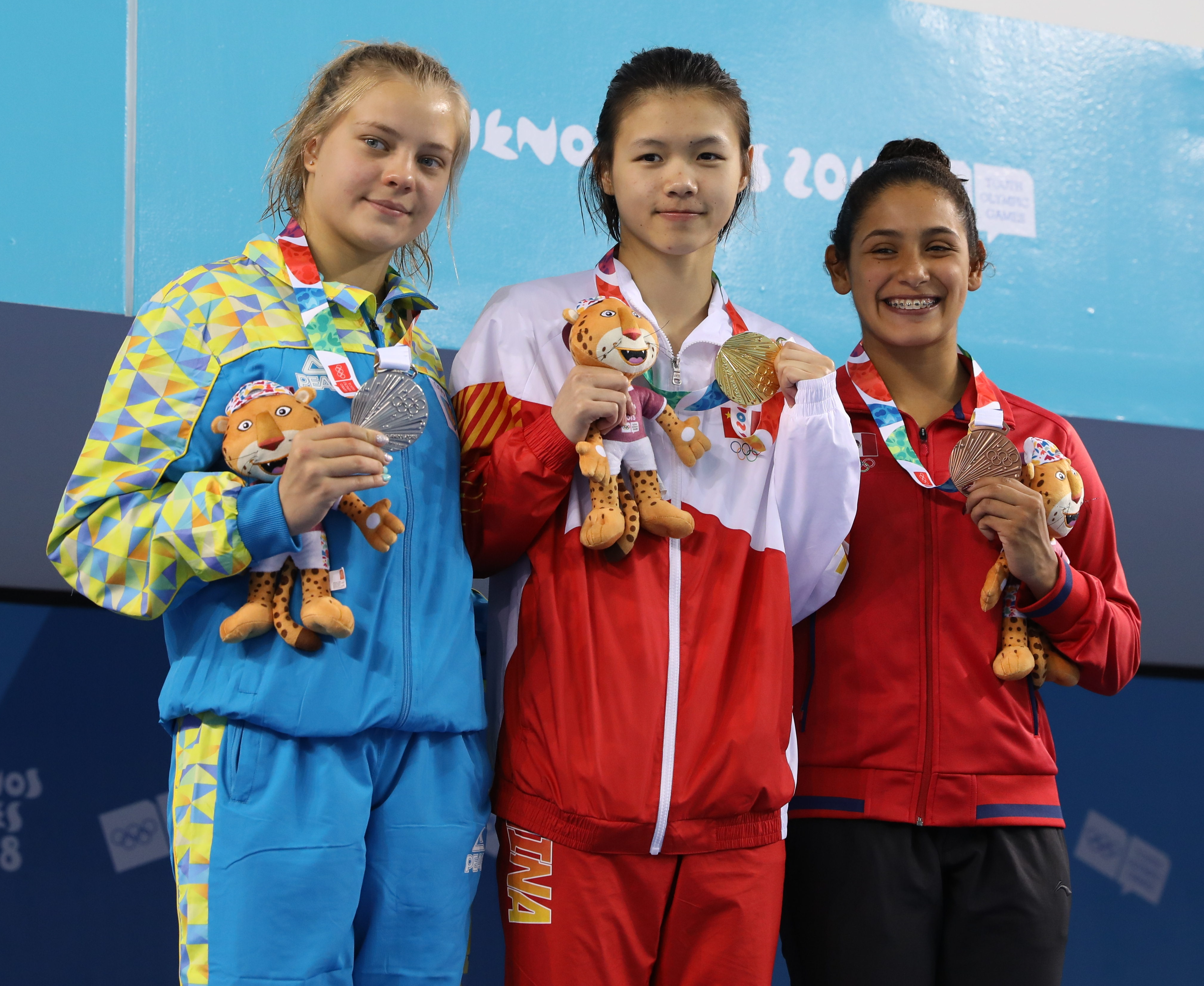
Cerimonia di premiazione

Il concorso dei tuffi dalla piattaforma 10 metri femminile dei Giochi olimpici giovanili estivi si è svolto il 13 ottobre 2018 presso il Parque Polideportivo Roca di Buenos Aires in Argentina.

## Programma
| Data            | Ora   | Evento      |
| --------------- | ----- | ----------- |
| 13 ottobre 2018 | 9:00  | Preliminare |
| 13 ottobre 2018 | 17:00 | Finale      |

## Risultati
In verde sono contraddistinti le finaliste.
| Class   | Atleta            | Natione    | Preliminare | Preliminare | Finale | Finale |
| Class   | Atleta            | Natione    | Punti       | Class       | Punti  | Class  |
| ------- | ----------------- | ---------- | ----------- | ----------- | ------ | ------ |
| Oro     | Lin Shan          | Cina       | 485.50      | 1           | 466.50 | 1      |
| Argento | Sofija Lyskun     | Ucraina    | 420.80      | 3           | 406.10 | 2      |
| Bronzo  | Gabriela Agúndez  | Messico    | 435.05      | 2           | 405.55 | 3      |
| 4       | Kimberly Bong     | Malaysia   | 371.50      | 4           | 385.40 | 4      |
| 5       | Tanya Watson      | Irlanda    | 357.00      | 6           | 362.45 | 5      |
| 6       | Elena Wassen      | Germania   | 365.60      | 5           | 350.70 | 6      |
| 7       | Mélodie Leclerc   | Canada     | 346.45      | 7           | 347.35 | 7      |
| 8       | Ronja Rundgren    | Finlandia  | 336.85      | 8           | 329.80 | 8      |
| 9       | Helle Tuxen       | Norvegia   | 310.50      | 9           | 300.75 | 9      |
| 10      | Yelizaveta Borova | Kazakistan | 260.45      | 11          | 271.45 | 10     |
| 11      | Anna dos Santos   | Brasile    | 272.00      | 10          | 250.20 | 11     |